# Sarsina violascens
Sarsina violascens là một loài côn trùng trong họ Erebidae. Loài này được Herrich-Schaeffer miêu tả khoa học đầu tiên năm 1856.
Đây là loài gây hại của các cây trong chi Mikania, phát triển phổ biến ở Argentina.